# Liste der denkmalgeschützten Objekte in Oberwölz
Die Liste der denkmalgeschützten Objekte in Oberwölz enthält die 42 denkmalgeschützten, unbeweglichen Objekte der Stadtgemeinde Oberwölz im steirischen Bezirk Murau.

## Denkmäler
| Foto |                 | Denkmal | Standort                                      | Beschreibung | Metadaten |
| ---- | --------------- | --- | --------------------------------------------- | --- | --- |
| ja   | Datei hochladen | Kath. Filialkirche hl. Pankratius mit ehem. Friedhofsfläche HERIS-ID: 77436 Objekt-ID: 91065                                        | nördlich Hinterburg 1 Standort KG: Hinterburg | Das spätgotische Bergkirchlein ist nach der Mitte des 15. Jahrhunderts entstanden. Von ihm ist nur der Chor ausgeführt, dieser ist einjochig, mit 5/8-Schluss, Netzrippengewölben auf Runddiensten. Das Kirchlein hat zweizeilige Spitzbogenfenster, abgetreppte Strebepfeiler und ein umlaufendes Kaffgesims. Westseitig eine hölzerne Empore. Der Turm schließt nördlich an die Kirche an, seine Untergeschoße sind gotisch, die oberen jünger. Gedeckt ist er mit einem achtseitigen Zeltdach vom Ende des 19. Jahrhunderts. Die anschließende Sakristei ist frühbarock mit Stichkappentonne. Der Altar ist mit 1631 datiert, sein Altarblatt zeigt die Muttergottes und im Oberbild den hl. Pankratius, gemalt von Hannes Meystätter. Spätgotisches Gestühl mit 3 Sitzen, Ende des 15. Jahrhunderts, sowie eine spätgotische Statue des hl. Pankratius aus derselben Zeit. Die Statuen der Heiligen Ulrich und Leonhard, sowie eine Pietà unter einem Baldachin, stammen aus der 1. Hälfte des 18. Jahrhunderts, Bilder der 14 Nothelfer und der Marienkrönung aus dem 18. Jahrhundert. Die Glocke ist 16. Jahrhundert. | BDA-Hist.: Q38149338 Status: § 2a Stand der BDA-Liste: 2025-06-30 Name: Kath. Filialkirche hl. Pankratius mit ehem. Friedhofsfläche GstNr.: 75/10 Kath. Filialkirche hl. Pankratius mit ehem. Friedhofsfläche                      |
| ja   | Datei hochladen | Wohnhaus der Bauernhofanlage Brandstätterkeusche HERIS-ID: 90152 Objekt-ID: 104830seit 2013                                         | Wieden 39 Standort KG: Hinterburg             | | BDA-Hist.: Q37745193 Status: Bescheid Stand der BDA-Liste: 2025-06-30 Name: Wohnhaus der Bauernhofanlage Brandstätterkeusche GstNr.: .12 Brandstätterkeusche                                                                       |
| ja   | Datei hochladen | Ecce-Homo-Kapelle HERIS-ID: 96219 Objekt-ID: 111686                                                                                 | bei Am Schöttlbach 15 Standort KG: Oberwölz   | Die Statue in der Kapelle stammt aus der 2. Hälfte des 18. Jahrhunderts. | BDA-Hist.: Q37767604 Status: § 2a Stand der BDA-Liste: 2025-06-30 Name: Ecce-Homo-Kapelle GstNr.: 401/1 |
| ja   | Datei hochladen | Stadtmauer HERIS-ID: 102861 Objekt-ID: 119312                                                                                       | Stadt Standort KG: Oberwölz                   | → Hauptartikel : Stadtbefestigung Oberwölz f1 | BDA-Hist.: Q37792067 Status: § 2a Stand der BDA-Liste: 2025-06-30 Name: Stadtmauer GstNr.: 27/1, 105/2, 400/2 |
| ja   | Datei hochladen | Rathaus HERIS-ID: 96019 Objekt-ID: 111467                                                                                           | Stadt 4 Standort KG: Oberwölz                 | | BDA-Hist.: Q37767299 Status: § 2a Stand der BDA-Liste: 2025-06-30 Name: Rathaus GstNr.: .15, .16 Rathaus Oberwölz |
| ja   | Datei hochladen | Mariensäule HERIS-ID: 95981 Objekt-ID: 111401                                                                                       | gegenüber Stadt 8 Standort KG: Oberwölz       | Die Mariensäule in der Mitte des Hauptplatzes wurde anlässlich der Pest 1715 gestiftet. Die Marienstatue steht auf einer Holzsäule, seitlich die Holzstatuen der hll. Rochus und Sebastian auf gemauerten Pfeilern. | BDA-Hist.: Q37767211 Status: § 2a Stand der BDA-Liste: 2025-06-30 Name: Mariensäule GstNr.: .21 Mariensäule Oberwölz |
| ja   | Datei hochladen | Gemeindeamt der ehem. Gemeinden Oberwölz Umgebung und Winklern bei Oberwölz HERIS-ID: 51709 Objekt-ID: 57447                        | Stadt 9 Standort KG: Oberwölz                 | | BDA-Hist.: Q38047015 Status: § 2a Stand der BDA-Liste: 2025-06-30 Name: Gemeindeamt Oberwölz Umgebung und Winklern bei Oberwölz GstNr.: .26                                                                                        |
| ja   | Datei hochladen | Stadttor, Schöttltor HERIS-ID: 96192 Objekt-ID: 111659                                                                              | bei Stadt 15 Standort KG: Oberwölz            | → Hauptartikel : Stadtbefestigung Oberwölz f1 | BDA-Hist.: Q37767488 Status: § 2a Stand der BDA-Liste: 2025-06-30 Name: Stadttor, Schöttltor GstNr.: 400/1, .164 |
| ja   | Datei hochladen | Blasmusik- und Heimatmuseum sowie Stadtmauer HERIS-ID: 96057 Objekt-ID: 111505                                                      | Stadt 15 Standort KG: Oberwölz                | | BDA-Hist.: Q37767347 Status: § 2a Stand der BDA-Liste: 2025-06-30 Name: Blasmusik- und Heimatmuseum sowie Stadtmauer GstNr.: .38                                                                                                   |
| ja   | Datei hochladen | Muttergotteskapelle (Haberlkapelle) HERIS-ID: 96213 Objekt-ID: 111680                                                               | bei Stadt 15 Standort KG: Oberwölz            | | BDA-Hist.: Q37767576 Status: § 2a Stand der BDA-Liste: 2025-06-30 Name: Muttergotteskapelle (Haberlkapelle) GstNr.: .36 |
| ja   | Datei hochladen | Kriegerdenkmal HERIS-ID: 95977 Objekt-ID: 111396                                                                                    | gegenüber Stadt 31 Standort KG: Oberwölz      | Das Kriegerdenkmal hat die Form eines Flügelaltars mit Statuen von Hans Mauracher und Gemälden von Fritz Silberbauer und stammt aus dem Jahre 1924. | BDA-Hist.: Q37767190 Status: § 2a Stand der BDA-Liste: 2025-06-30 Name: Kriegerdenkmal GstNr.: .232 |
| ja   | Datei hochladen | Stadttor, Hintereggertor HERIS-ID: 96191 Objekt-ID: 111658                                                                          | bei Stadt 32 Standort KG: Oberwölz            | → Hauptartikel : Stadtbefestigung Oberwölz f1 | BDA-Hist.: Q37767479 Status: § 2a Stand der BDA-Liste: 2025-06-30 Name: Stadttor, Hintereggertor GstNr.: .228 Hintereggertor Oberwölz                                                                                              |
| ja   | Datei hochladen | Kath. Filialkirche hl. Sigismund, ehem. Spitalskirche mit Stadtmauer HERIS-ID: 51713 Objekt-ID: 57451                               | bei Stadt 32 Standort KG: Oberwölz            | → Hauptartikel : Spitalskirche (Oberwölz) f1 | BDA-Hist.: Q38047051 Status: § 2a Stand der BDA-Liste: 2025-06-30 Name: Kath. Filialkirche hl. Sigismund, ehem. Spitalskirche mit Stadtmauer GstNr.: .7 Spitalskirche (Oberwölz)                                                   |
| ja   | Datei hochladen | Ehem. Postgebäude mit Stadtmauer HERIS-ID: 51711 Objekt-ID: 57449                                                                   | Stadt 33 Standort KG: Oberwölz                | | BDA-Hist.: Q38047027 Status: Bescheid Stand der BDA-Liste: 2025-06-30 Name: Ehem. Postgebäude mit Stadtmauer GstNr.: .6/1 |
| ja   | Datei hochladen | Pfarrhof mit Wirtschaftsgebäude und Stadtmauer HERIS-ID: 51712 Objekt-ID: 57450                                                     | Stadt 34, 34a Standort KG: Oberwölz           | Der Pfarrhof liegt südwestlich der Pfarrkirche und wurde urkundlich erstmals 1614 erwähnt. Der zweigeschoßige Bau stammt im Kern aus dem 17. Jahrhundert, wurde aber im 18. und 19. Jahrhundert nach Bränden verändert. Der Pfarrhof ist mit einem Schwibbogengang aus dem 17. Jahrhundert mit der Kirche verbunden. | BDA-Hist.: Q38047038 Status: § 2a Stand der BDA-Liste: 2025-06-30 Name: Pfarrhof mit Wirtschaftsgebäude und Stadtmauer GstNr.: .2                                                                                                  |
| ja   | Datei hochladen | Kath. Pfarrkirche hl. Martin und ehem. Kirchhof HERIS-ID: 51714 Objekt-ID: 57452                                                    | bei Stadt 34 Standort KG: Oberwölz            | Urkundlich wurde 1248 eine Kirche genannt. Nach einem Brand 1480 wurde die romanische Kirche wiederaufgebaut und östlich mit einem gotischen Chor und westlich mit einer Vorhalle erweitert, der basilikale Charakter des Kirchenäußeren wurde die Verschmelzung der drei Dächer zu einem einzigen Dach verwischt. Der Gesamteindruck wird im Kircheninneren durch die barocken Fresken von Josef Adam Mölck bestimmt. | BDA-Hist.: Q38047063 Status: § 2a Stand der BDA-Liste: 2025-06-30 Name: Kath. Pfarrkirche hl. Martin und ehem. Kirchhof GstNr.: .1 Stadtpfarrkirche Oberwölz                                                                       |
| ja   | Datei hochladen | Wohnhaus mit Stadtmauer HERIS-ID: 95976 Objekt-ID: 111395                                                                           | Stadt 34a Standort KG: Oberwölz               | | BDA-Hist.: Q37767179 Status: § 2a Stand der BDA-Liste: 2025-06-30 Name: Wohnhaus mit Stadtmauer GstNr.: .2 |
| ja   | Datei hochladen | Volksschule HERIS-ID: 96185 Objekt-ID: 111652                                                                                       | Stadt 45 Standort KG: Oberwölz                | | BDA-Hist.: Q37767469 Status: § 2a Stand der BDA-Liste: 2025-06-30 Name: Volksschule GstNr.: .78/1 |
| ja   | Datei hochladen | Wohnhaus, sog. „Pichlerhaus“ HERIS-ID: 101221 Objekt-ID: 117536                                                                     | Stadt 48 Standort KG: Oberwölz                | | BDA-Hist.: Q37787132 Status: § 2a Stand der BDA-Liste: 2025-06-30 Name: Wohnhaus, sog. „Pichlerhaus“ GstNr.: .3/1 |
| ja   | Datei hochladen | Stadttor, Neutor HERIS-ID: 96193 Objekt-ID: 111660                                                                                  | bei Stadt 62 Standort KG: Oberwölz            | → Hauptartikel : Stadtbefestigung Oberwölz f1 | BDA-Hist.: Q37767498 Status: § 2a Stand der BDA-Liste: 2025-06-30 Name: Stadttor, Neutor GstNr.: 400/2 |
| ja   | Datei hochladen | Bürgerhaus HERIS-ID: 101222 Objekt-ID: 117537                                                                                       | Stadt 73 Standort KG: Oberwölz                | | BDA-Hist.: Q37787152 Status: § 2a Stand der BDA-Liste: 2025-06-30 Name: Bürgerhaus GstNr.: .126/1 |
| ja   | Datei hochladen | Peggesbichlturm (Käsbichlturm) mit Turmkeusche HERIS-ID: 103379 Objekt-ID: 119873                                                   | Stadt 79 Standort KG: Oberwölz                | → Hauptartikel : Stadtbefestigung Oberwölz f1 | BDA-Hist.: Q37796957 Status: § 2a Stand der BDA-Liste: 2025-06-30 Name: Peggesbichlturm (Käsbichlturm) mit Turmkeusche GstNr.: .233 Käsbichlturm                                                                                   |
| ja   | Datei hochladen | Jormannsdorferturm HERIS-ID: 96194 Objekt-ID: 111661                                                                                | Stadt 92 Standort KG: Oberwölz                | → Hauptartikel : Stadtbefestigung Oberwölz f1 | BDA-Hist.: Q37767507 Status: § 2a Stand der BDA-Liste: 2025-06-30 Name: Jormannsdorferturm GstNr.: .3/3 |
| ja   | Datei hochladen | Wasserreservoir HERIS-ID: 96205 Objekt-ID: 111672                                                                                   | Vorstadt 18, nördlich Standort KG: Oberwölz   | | BDA-Hist.: Q37767548 Status: § 2a Stand der BDA-Liste: 2025-06-30 Name: Wasserreservoir GstNr.: 178 |
| ja   | Datei hochladen | Villa Baumer HERIS-ID: 96196 Objekt-ID: 111663seit 2016                                                                             | Vorstadt 25 Standort KG: Oberwölz             | Die üppig dekorierte Villa mit eher bayerisch-alpinen Einflüssen wurde 1899–1905 nach Plänen des Grazer Architekten Hans Pruckner erbaut. Ein markantes Element ist der Erkerturm. | BDA-Hist.: Q37767518 Status: Bescheid Stand der BDA-Liste: 2025-06-30 Name: Villa Baumer GstNr.: .231 |
| ja   | Datei hochladen | Leitnerkapelle (Plattnerkapelle) HERIS-ID: 96216 Objekt-ID: 111683                                                                  | bei Vorstadt 25 Standort KG: Oberwölz         | Die Kapelle wurde lt. Inschrift 1725 errichtet. | BDA-Hist.: Q37767585 Status: § 2a Stand der BDA-Liste: 2025-06-30 Name: Leitnerkapelle (Plattnerkapelle) GstNr.: .148 |
| ja   | Datei hochladen | Johannes-Nepomuk-Kapelle beim Hintereggertor HERIS-ID: 96210 Objekt-ID: 111677                                                      | bei Vorstadt 130 Standort KG: Oberwölz        | Die Nepomukstatue stammt aus dem 1. Viertel des 18. Jahrhunderts. | BDA-Hist.: Q37767559 Status: § 2a Stand der BDA-Liste: 2025-06-30 Name: Johannes-Nepomuk-Kapelle beim Hinterggertor GstNr.: 401/6                                                                                                  |
| ja   | Datei hochladen | Burg Rothenfels HERIS-ID: 64619 Objekt-ID: 77358                                                                                    | Bromach 1 Standort KG: Raiming                | Rothenfels wurde 1305 erstmals urkundlich erwähnt. Es war bis 1803 im Besitz des Bistums Freising und diente als Sitz der Burggrafen von Oberwölz. An der Südostecke sind noch Teile der mittelalterlichen Hauptburg erhalten, nach Westen hin erfolgten Ausbauten vom 16. bis zum 18. Jahrhundert. Im Nordosten ein mittelalterlicher Torturm mit Zugbrücke. Die Umfassungsmauern wurden im 19. Jahrhundert mit Zinnen versehen. Im ersten Obergeschoß befindet sich die einjochige Burgkapelle mit 5/8-Schluss, deren Gewölberippen abgeschlagen sind. Die Kapelle hat eine spätgotische Eisentür mit Beschlägen, im Inneren befindet sich eine spätgotische Muttergottesstatue um 1500 und ein Kruzifix mit Totenkopf aus dem 2. Viertel des 18. Jahrhunderts. Das Gerichtszimmer im zweiten Obergeschoß hat eine Stuckdecke aus der Mitte des 17. Jahrhunderts mit einem Deckenbild, 1725 datiert, das Diana mit huldigenden Rittern zeigt. | BDA-Hist.: Q15108279 Status: Bescheid Stand der BDA-Liste: 2025-06-30 Name: Burg/Schloss Rothenfels GstNr.: 976/2, .228 Schloss Rothenfels                                                                                         |
| ja   | Datei hochladen | Marienkapelle HERIS-ID: 37352 Objekt-ID: 36466                                                                                      | bei Bromach 1 Standort KG: Raiming            | | BDA-Hist.: Q37975161 Status: Bescheid Stand der BDA-Liste: 2025-06-30 Name: Marienkapelle GstNr.: 974 |
| ja   | Datei hochladen | Ehem. Hammerherrenhaus HERIS-ID: 43566 Objekt-ID: 44179                                                                             | Fresen 33 Standort KG: Raiming                | | BDA-Hist.: Q38003944 Status: Bescheid Stand der BDA-Liste: 2025-06-30 Name: Ehem. Hammerherrenhaus GstNr.: .111 Hammerherrenhaus, Raiming                                                                                          |
| ja   | Datei hochladen | hl. Johannes Nepomuk-Kapelle HERIS-ID: 45225 Objekt-ID: 46149                                                                       | bei Fresen 33 Standort KG: Raiming            | | BDA-Hist.: Q38014347 Status: Bescheid Stand der BDA-Liste: 2025-06-30 Name: hl. Johannes Nepomuk-Kapelle GstNr.: .111 |
| ja   | Datei hochladen | Schloss Pachern, ehem. Hammerherrenhaus HERIS-ID: 77479 Objekt-ID: 91109seit 2019                                                   | Pachern 25 Standort KG: Raiming               | | BDA-Hist.: Q105646583 Status: § 57-Mandatsbescheid Stand der BDA-Liste: 2025-06-30 Name: Schloss Pachern, ehem. Hammerherrenhaus GstNr.: .144 Schloss Pachern, Oberwölz                                                            |
| ja   | Datei hochladen | Bauernhof Hafner, ehem. protestantisches Bethaus HERIS-ID: 77474 Objekt-ID: 91103seit 2013                                          | Salchau 59 Standort KG: Salchau               | | BDA-Hist.: Q38149530 Status: Bescheid Stand der BDA-Liste: 2025-06-30 Name: Bauernhof Hafner, ehem. protestantisches Bethaus GstNr.: 227/1 Bauernhof Hafner, Salchau                                                               |
| ja   | Datei hochladen | Kath. Pfarrkirche hl. Ulrich mit ummauertem Friedhof HERIS-ID: 51790 Objekt-ID: 57579                                               | Schönberg-Lachtal Standort KG: Schönberg      | → Hauptartikel : Pfarrkirche Schönberg-Lachtal f1 | BDA-Hist.: Q38047724 Status: § 2a Stand der BDA-Liste: 2025-06-30 Name: Kath. Pfarrkirche hl. Ulrich mit ummauertem Friedhof GstNr.: 1192/3, 1192/5, .64/1 Pfarrkirche Schönberg-Lachtal                                           |
| ja   | Datei hochladen | Glischkahof mit Nebengebäuden und Kapelle HERIS-ID: 76730 Objekt-ID: 90321                                                          | Schönberg-Lachtal 40 Standort KG: Schönberg   | Der Glischkahof (nach Dehio auch Glischkerhof) ist ein Hakenbauernhof aus dem 16. Jahrhundert mit Arkaden und mit Säulen im Obergeschoß. In der Kapelle eine Schnitzfigur Maria mit Kind um die Mitte des 15. Jahrhunderts. | BDA-Hist.: Q38145715 Status: Bescheid Stand der BDA-Liste: 2025-06-30 Name: Glischkahof mit Nebengebäuden und Kapelle GstNr.: .90, .460, 1328/1                                                                                    |
| ja   | Datei hochladen | Kalvarienberg/Kreuzweg HERIS-ID: 76920 Objekt-ID: 90519                                                                             | Mainhartsdorf Standort KG: Winklern           | | BDA-Hist.: Q38146808 Status: Bescheid Stand der BDA-Liste: 2025-06-30 Name: Kalvarienberg/Kreuzweg GstNr.: 263 |
| ja   | Datei hochladen | Schloss Mainhartsdorf und Wirtschaftsgebäude HERIS-ID: 12624 Objekt-ID: 8777                                                        | Mainhartsdorf 1 Standort KG: Winklern         | Das Schlössl Mainhartsdorf (Paterschlössl) war vom 12. Jahrhundert bis 1850 der Sitz des admontischen Amtes Wölz. Der dreigeschoßige Frühbarockbau trägt über dem Portal das Wappen des Abtes Adalbert Heufler (1675–1696) und ist mit 1679 datiert, Uhrtürmchen mit Zwiebelhelm, im Kapuzinerzimmer Wandmalereien von Ende des 18. Jahrhunderts. | BDA-Hist.: Q38134454 Status: Bescheid Stand der BDA-Liste: 2025-06-30 Name: Schloss Mainhartsdorf und Wirtschaftsgebäude GstNr.: .14/1                                                                                             |
| ja   | Datei hochladen | Wohnhaus Zietschner, ehem. Freisassensitz zu Mainhartsdorf und Zehenthof von Schloss Mainhartsdorf HERIS-ID: 76925 Objekt-ID: 90524 | Mainhartsdorf 6 Standort KG: Winklern         | Der Hof zeigt gekuppelte Rundbogenfenster und eine mit 1654 datierte Sgraffitodekoration. | BDA-Hist.: Q38146859 Status: Bescheid Stand der BDA-Liste: 2025-06-30 Name: Wohnhaus Zietschner, ehem. Freisassensitz zu Mainhartsdorf und Zehenthof von Schloss Mainhartsdorf GstNr.: .25                                         |
| ja   | Datei hochladen | Friedhofskreuz HERIS-ID: 96220 Objekt-ID: 111687                                                                                    | bei Sonnleiten 50 Standort KG: Winklern       | | BDA-Hist.: Q37767620 Status: § 2a Stand der BDA-Liste: 2025-06-30 Name: Friedhofskreuz GstNr.: 336 |
| ja   | Datei hochladen | Wallfahrtskirche Maria Altötting mit ehem. ummauertem Friedhof HERIS-ID: 76901 Objekt-ID: 90499                                     | Winklern bei Oberwölz 2 Standort KG: Winklern | → Hauptartikel : Maria Altötting in Winklern f1 | BDA-Hist.: Q38146670 Status: § 2a Stand der BDA-Liste: 2025-06-30 Name: Wallfahrtskirche Maria Altötting mit ehem. ummauertem Friedhof GstNr.: .6 Wallfahrtskirche Maria Altötting, Winklern bei Oberwölz                          |
| ja   | Datei hochladen | Wohnhaus, ehem. Mesnerhaus HERIS-ID: 16603 Objekt-ID: 12868                                                                         | Winklern bei Oberwölz 2 Standort KG: Winklern | | BDA-Hist.: Q37821264 Status: Bescheid Stand der BDA-Liste: 2025-06-30 Name: Wohnhaus, ehem. Mesnerhaus GstNr.: 127 |
| ja   | Datei hochladen | 15 Bildstöcke zu den Rosenkranzgeheimnissen HERIS-ID: 102907 Objekt-ID: 119361                                                      | Standort KG: Winklern                         | Anmerkung: Die Koordinaten beziehen sich auf den Bildstock auf der Grundstücksnummer 1716/2. | BDA-Hist.: Q37792169 Status: § 2a Stand der BDA-Liste: 2025-06-30 Name: 15 Bildstöcke zu den Rosenkranzgeheimnissen GstNr.: 1716/2, 1716/11, 1724, 334/10, 1716/1, 1716/9, 1716/12, 128/1 15 rosary shrines, Winklern bei Oberwölz |